# Encephalartos longifolius
Encephalartos longifolius (Jacq.) Lehm., 1834 è una cicade della famiglia delle Zamiaceae, nativa del Sudafrica.
Fu descritta per la prima volta nel 1775 dal botanico olandese Nikolaus Joseph von Jacquin che la attribuì al genere Zamia. Successivamente il tedesco Johann Georg Christian Lehmann la inquadrò nel genere Encephalartos.

## Descrizione

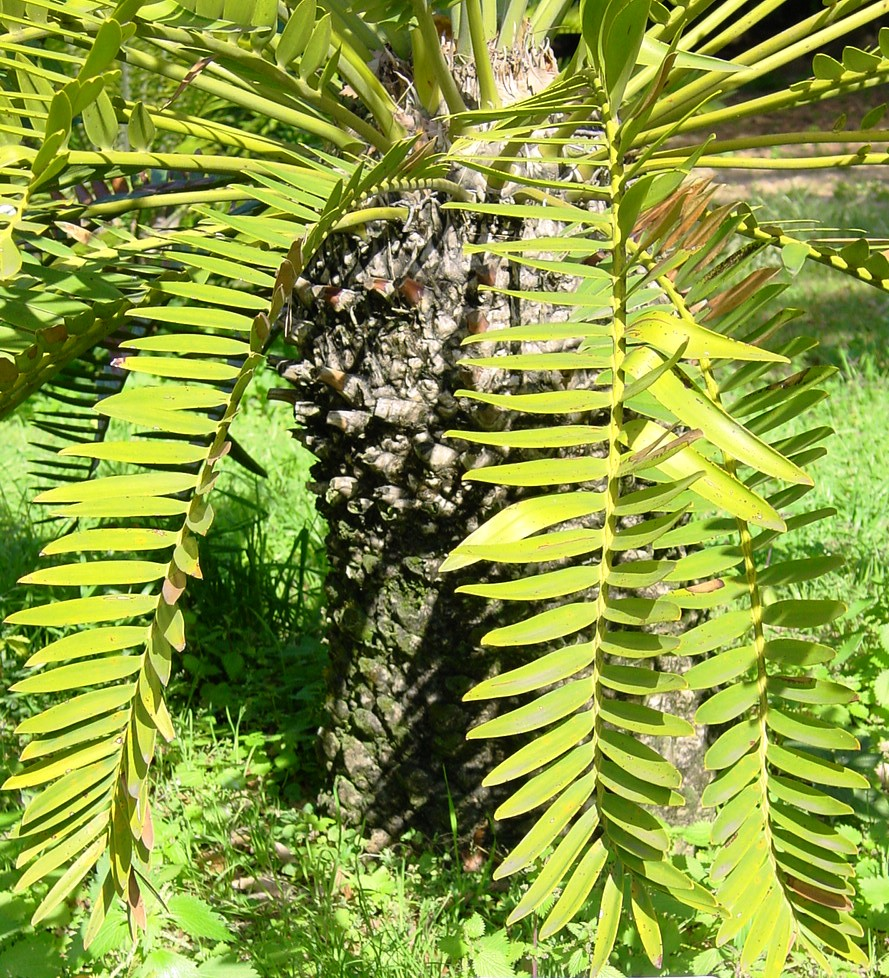

Il tronco, non ramificato, può raggiungere in condizioni ottimali i 4 m di altezza e i 30–45 cm di diametro.
Le foglie, pennate, di colore verde scuro o glauco, sono disposte a rosetta all'apice del fusto. Lunghe da 100 a 200 cm, sono composte da numerose paia di foglioline lanceolate inserite su un rachide centrale di colore giallastro, ricurvo all'estremità.
I coni maschili, in numero variabile da 1 a 3, sono cilindrici, peduncolati, eretti, di colore verde-marcio, lunghi 40–60 cm.
I coni femminili, in numero variabile da 1 a 3, hanno un corto peduncolo e sono ovoidali, lunghi 40–60 cm e 30–40 cm di diametro.
I semi, ovoidali, lunghi 4–5 cm, sono rossastri.

## Distribuzione e habitat
La specie è nativa del Sudafrica, provincia del Capo Occidentale. Predilige i suoli sabbiosi e a pH acido. Cresce dai 200 m sino ai 1500 m sul livello del mare.

## Conservazione
La IUCN Red List classifica E. longifolius come specie prossima alla minaccia (Near Threatened).
La specie è inserita nella Appendice I della Convention on International Trade of Endangered Species (CITES)